# Thera ecce
Thera ecce är en fjärilsart som beskrevs av Felix Bryk 1942. Thera ecce ingår i släktet Thera och familjen mätare. Inga underarter finns listade i Catalogue of Life.